# Colonia Palmas del Mar
Colonia Palmas del Mar är en ort i Mexiko.   Den ligger i kommunen Tecolutla och delstaten Veracruz, i den sydöstra delen av landet, 260 km öster om huvudstaden Mexico City. Colonia Palmas del Mar ligger 5 meter över havet och antalet invånare är 179.
Terrängen runt Colonia Palmas del Mar är mycket platt. Havet är nära Colonia Palmas del Mar åt nordost.  Närmaste större samhälle är San Rafael, 12,6 km söder om Colonia Palmas del Mar. 